# Frédéric Ferney
 (septembre 2012).
Si vous disposez d'ouvrages ou d'articles de référence ou si vous connaissez des sites web de qualité traitant du thème abordé ici, merci de compléter l'article en donnant les références utiles à sa vérifiabilité et en les liant à la section « Notes et références ».
Frédéric Ferney, né à Paris le 30 octobre 1951, est un écrivain, essayiste et journaliste littéraire.

## Biographie
Agrégé d'anglais, Frédéric Ferney a enseigné au lycée Buffon à Paris, au lycée Chateaubriand à Rome, puis a travaillé comme assistant à l'université Paris VIII, avant de diriger les pages lettres, arts, spectacle du Nouvel Observateur. Il a ensuite été éditeur et critique dramatique au Figaro puis critique au Point.
Il a reçu le prix de la Fondation Mumm pour ses chroniques de théâtre. Par la suite, Frédéric Ferney a présenté le programme « Philosophies » sur la chaîne éducative La Cinquième, devenue France 5, il a créé et animé une émission littéraire, le dimanche matin, toujours sur France 5, intitulée d'abord Droits d'auteurs, puis rebaptisée Le Bateau livre, à bord de la péniche L'Escale. L'émission a été supprimée en 2008. Il a également animé le Club Saint-Pierre en 2002, une émission fondée sur des interviews d'écrivains au cimetière du Père-Lachaise.
Alors qu'il rédigeait des billets sur son premier blog, Le Bateau libre, il a été à plusieurs reprises, chroniqueur pour l'émission Dans le texte, diffusée sur le site d'Arrêt sur images. Il a repris son émission, désormais enregistrée en public, sur le Web, en juin 2009, sur le site LeBateauLibre.net, qui n'existe plus. Son autre blog Le Bateau Livre, qu'il alimente au gré de ses trouvailles, s'est aussi arrêté en décembre 2011.
Il a publié de nombreux ouvrages et fait partie, entre autres fonctions, du jury du Prix du Style. En février 2012, il a rejoint la rédaction de La Revue, un mensuel généraliste et francophone. Il quitte ce magazine, suite à l’arrêt définitif de cette publication.
À la radio, il est, depuis 1979, critique à France Culture, et participe actuellement à La Dispute, une émission présentée par Arnaud Laporte (dont le volet littéraire est diffusé le vendredi soir) en alternance avec d'autres critiques.

## Ouvrages
- La Comédie littéraire, 1987.
- Éloge de la France immobile, 1992.
- New York à ciel ouvert, 1993.
- Blaise Cendrars, 1994.
- Aragon, la seule façon d’exister, 1997.
- New York toujours, 2001.
- Le Dernier Amour de Monsieur M., 2005.
- Oscar Wilde ou les cendres de la gloire, 2007.
- Renoir, 2008.
- Précaution inutile Marcel Proust, Le Castor Astral, 2008
- La Hache & le Violon, sur le métier de critique, François Bourin, 2014 (en collaboration avec Jeanne Ferney)
- Tu seras un raté, mon fils ! Churchill et son père, Albin Michel, 2015
- Picasso amoureux, Rabelais Editions, 2016
- L’Amour de la lecture, Albin Michel, 2022

## Distinction
En 2006, il reçoit les insignes de chevalier dans l'Ordre national de la Légion d'honneur.